# 松阪市立南小学校
松阪市立南小学校（まつさかしりつ みなみしょうがっこう）は三重県松阪市の市立小学校。

## 校区
茅原町、六呂木町、小片野町、大石町

## 児童数
2009年5月1日現在の児童数は91人。

## 著名な卒業生
- 古木克明 - 元プロ野球選手。1992年度（平成4年度）に同校を卒業した際、卒業文集に「将来の夢はプロ野球選手だが、絶対に行きたくない球団はロッテと大洋」と書いていた[2]。しかし、1998年のドラフト会議で「行きたくない球団」として名指ししていた横浜大洋ホエールズの後身である横浜ベイスターズ（現：横浜DeNAベイスターズ）から1位（松坂大輔の外れ1位）で指名され、入団している[2]。